# Boruto: Naruto, la pel·lícula
Boruto: Naruto, la pel·lícula (BORUTO -NARUTO THE MOVIE-) és una pel·lícula de fantasia animada japonesa del 2015, en la qual Hiroyuki Yamashita va debutar com a director. Es basa en el manga i l'anime Naruto de Masashi Kishimoto, i és la segona pel·lícula que forma part de la història canònica de Naruto, sent una seqüela de la sèrie de manga.
Ambientada després del final de Naruto, la pel·lícula se centra en el personatge principal Boruto Uzumaki, fill del protagonista de Naruto, en Naruto Uzumaki, que no passa mai el temps amb la seva família perquè és el líder del seu poble ninja. El justicier furtiu Sasuke Uchiha torna al poble amb advertències sobre dos éssers que podrien convertir-se en una gran amenaça per a la pau mundial que els ninges havien aconseguit portar a la sèrie original.
La pel·lícula es va mostrar per primera vegada a l'escena de postcrèdits de la pel·lícula anterior, The Last: Naruto the Movie (2014). Kishimoto va tenir un paper important en la creació de The Last, gestionant el guió i el disseny dels personatges. No obstant això, Kishimoto va tenir un paper encara més important en la creació d'aquesta pel·lícula, gestionant el guió, el disseny dels personatges i el guió. Això li va comportar dificultats, per les quals va necessitar ajuda d'altres membres del personal, com l'escriptor Ukyō Kodachi i el director Yamashita. Van crear noves escenes que van deixar una profunda impressió a Kishimoto.
Estrenada l'agost de 2015, la pel·lícula es va convertir en la pel·lícula més taquillera de la franquícia i va tenir tan bones vendes en mitjans domèstics fins al punt de convertir-se en una de les estrenes amb més guanys del Japó el 2016. La recepció crítica de la pel·lícula va ser majoritàriament positiva, amb escriptors que van elogiar-ne l'animació, la coreografia de lluita ben animada i el creixement d'en Boruto, però va ser criticada pels seus antagonistes immemorables juntament amb la relació d'en Boruto amb el seu pare no explorada profundament. Ukyo Kodachi i l'artista Mikio Ikemoto van adaptar la pel·lícula, passant a ser un arc de la història de Boruto: Naruto Next Generations (2016), una seqüela de manga de Naruto. També se'n va fer una adaptació a anime alterant-ne alguns detalls i posant-hi contingut nou.
La pel·lícula es va estrenar en català el 31 de març de 2023, a la plataforma Animebox de Selecta Visión.

## Argument
Amb Naruto com a Setè Hokage, la Vila de la Fulla té previst ser la seu dels exàmens de Chuunin per entrenar els nous ninges tant de la Fulla com de les altres viles aliades. Entre els aspirants hi ha la Sarada, la filla d'en Sasuke; en Mitsuki, un misteriós i talentós ninja i… en Boruto, el mateix fill d'en Naruto, tan enginyós com el seu pare, però encara més impetuós… Mentrestant, en Sasuke, que està duent a terme una missió en una dimensió desconeguda, apareix davant d'en Naruto per prevenir-lo sobre un nou i estrany perill. Embolicats en una aura maligna, apareixen en Momoshiki i en Kinshiki, i tracten d'assassinar en Naruto. Tot i això, encara que aconsegueix protegir el seu fill, desapareix després davant els ulls d'un atordit i confús Boruto.

## Repartiment de veu
| Personatge          | Japonès            | Català           |
| ------------------- | ------------------ | ---------------- |
| Boruto Uzumaki      | Yuko Sanpei        | Iván Priego      |
| Naruto Uzumaki      | Junko Takeuchi     | David Jenner     |
| Sasuke Uchiha       | Noriaki Sugiyama   | Héctor García    |
| Momoshiki Otsutsuki | Daisuke Namikawa   | Àlex de Porrata  |
| Kinshiki Otsutsuki  | Hiroki Yasumoto    | Ramon Canals     |
| Sarada Uchiha       | Kokoro Kikuchi     | Àngels Ribalta   |
| Mitsuki             | Ryuichi Kijima     | Marc Gómez       |
| Inojin Yamanaka     | Atsushi Abe        | Jaume Cuartero   |
| Shikadai Nara       | Kenshō Ono         | Lluís Gustems    |
| Chocho Akimichi     | Ryoko Shiraishi    |                  |
| Himawari Uzumaki    | Saori Hayami       | Iris Lago        |
| Darui               | Ryota Takeuchi     | Francesc Belda   |
| Gaara               | Akira Ishida       | Jaume Cuartero   |
| Chōjūrō             | Kōki Miyata        | Jordi Domènech   |
| Kurotsuchi          | Hana Takeda        | Tatiana Supervia |
| Hinata Uzumaki      | Nana Mizuki        | Marta Moreno     |
| Sakura Uchiha       | Chie Nakamura      | Nerea Alfonso    |
| Shikamaru Nara      | Showtaro Morikubo  | Marcel Navarro   |
| Konohamaru Sarutobi | Hidenori Takahashi | Sergi Olmo       |
| Tenten              | Yukari Tamura      | Maria Romeu      |
| Shino Aburame       | Shinji Kawada      |                  |
| Sai                 | Satoshi Hino       | Gerard Flores    |
| Ino Yamanaka        | Ryōka Yuzuki       |                  |
| Rock Lee            | Yoichi Masukawa    | Lluís Gustems    |
| Killer Bee          | Hisao Egawa        |                  |
| Yurui               | Kengo Kawanishi    | Adrià Pineda     |
| Katasuke            | Taira Kikumoto     | Marc Torrents    |
| Kurama              | Tesshō Genda       | Francesc Belda   |

## Producció
Boruto es va anunciar per primera vegada el desembre de 2014 per una escena de postcrèdits a The Last: Naruto the Movie. Kishimoto va declarar que la pel·lícula protagonitzaria el fill d'en Naruto i la Hinata, en Boruto Uzumaki, així com la filla d'en Sasuke i la Sakura, la Sarada. Tot i que no sabia de què tractaria la pel·lícula, l'actriu de veu Junko Takeuchi es va mostrar satisfeta amb l'anunci. Takeuchi es va sorprendre veient com havia crescut en Naruto des que li havia posat veu per primera vegada, no només per l'edat o la nova feina, sinó també perquè ja era pare. Com a resultat, es va fer amiga de Yūko Sanpei, actriu de veu d'en Boruto. Takeuchi va sentir que el comportament i el guió del Naruto adult era diferent del jove, ja que el seu manierisme també havia canviat, fent broma que no s'imaginava que tindria un creixement tan gran quan va començar a fer-ne el paper. Com a resultat, esmenta haver tingut algunes complicacions internes amb com hauria de mostrar el creixement del personatge. Yūko Sanpei va agrair que se li oferís aquesta posició i va fer broma sobre com Junko Takeuchi s'havia convertit en un "pare" a causa de fer el paper de Naruto. Inicialment, Sanpei recorda haver tingut dificultats per expressar en Boruto; quan va rebre el guió de la pel·lícula, va començar a entendre el concepte de Boruto com el nen que estima molt el seu pare, cosa que la va ajudar a expressar millor el personatge. Noriaki Sugiyama esperava veure un vincle entre el seu personatge, Sasuke, i el seu alumne Boruto.
Al començament, Kishimoto va declarar que no estava segur de quina tècnica utilitzaria en Boruto a la història, tot i estar-hi molt implicat. El director Hiroyuki Yamashita es va afegir al projecte el desembre de 2014 i Kishimoto va començar a escriure el guió el mes següent. Yamashita va dir que s'havia sentit pressionat per les limitacions de temps a causa de la data d'estrena prevista de la pel·lícula, i gairebé s'havia negat a dirigir-la. Kishimoto va explicar que sentia que podia confiar en Yamashita basant-se en el seu treball en les adaptacions animades del manga Naruto. Kishimoto havia concebut originalment la trama de la pel·lícula com un manga, però va pensar que no tindria prou temps per fer-lo i va optar per escriure un guió de pel·lícula.
Kishimoto va demanar que els personatges es limitessin als moviments de combat cos a cos del taijutsu en lloc de les tècniques ninja habituals del ninjutsu. Això va ser un canvi respecte a les anteriors pel·lícules de Naruto. Kishimoto va remarcar que les batalles d'en Naruto amb en Sasuke contra en Momoshiki serien els moments més destacats de la pel·lícula i va demanar que el personal de la pel·lícula prestés molta atenció a aquestes seqüències. Va esmentar que el personal tenia molt poques idees sobre com avançar la història; l'escriptor Ukyō Kodachi va desenvolupar la idea que el moviment Rasengan de Boruto Uzumaki es tornés invisible quan s'activés. Yamashita va dir que algunes escenes van haver de ser eliminades de la pel·lícula a causa del poc temps que va tenir l'equip per desenvolupar Boruto. L'escena preferida de Yamashita va ser la lluita d'en Sasuke contra en Kinshiki. L'escena inicial també es va revisar diverses vegades per reduir-ne la durada. Yamashita va dir que havien d'eliminar les escenes en què sortien en Shikadai i altres personatges de la pel·lícula. També va afegir que l'èxit de la pel·lícula es va deure sobretot a moltes de les idees de Kishimoto que van agradar al personal.
El guió es va donar per acabat inicialment a finals de gener de 2014, però es va finalitzar un mes més tard a causa dels fans que reclamaven una traducció falsa a l'episodi 8 de la temporada 8 de la mare d'en Gaara. Tot i que Kishimoto havia treballat abans a Road to Ninja (2012) i The Last (2014), aquesta vegada havia tingut dificultats a causa de la seva implicació més gran amb Boruto, concretament escrivint-ne el guió. Kishimoto va dir que per preparar Boruto, havia llegit un llibre sobre el procés de creació de guions. Va afegir que a Boruto retia homenatge a diverses pel·lícules, les més destacades van ser-ne la pel·lícula de 1996 The Rock i la pel·lícula de 2002 Spider-Man. L'homenatge a The Rock es deu principalment a la utilització del Kishōtenketsu, que és una manera habitual d'estructurar històries al Japó. Kishimoto va desenvolupar la relació d'en Boruto i en Naruto basant-se en la seva relació amb els seus fills.
Una de les primeres escenes que Kishimoto va concebre per a la pel·lícula va ser que en Boruto seguiria els passos d'en Sasuke Uchiha en lloc del seu pare durant el final mentre parlava amb la Sarada Uchiha. En principi en Boruto havia de tenir un altre mentor, però com que en Sasuke no havia fet gaires aparicions a les pel·lícules anteriors, va ocupar aquest lloc, ja que Kishimoto volia que tingués un paper més important. Això també és una referència a en Satanàs Cor Petit i en Son Gohan del manga Bola de Drac d'Akira Toriyama. El director també va concebre la idea que en Boruto es posés una bandana per convèncer la seva mare, Hinata, que ajudaria el seu pare i obtindria l'aprovació per anar amb en Sasuke i tots els líders de les viles. Aquesta escena de la pel·lícula és la que va impactar més a Kishimoto. Altres dues escenes escrites pel personal que va gaudir Kishimoto van ser l'ús per part del Sasuke d'un dels seus moviments de taijutsu i la combinació de la seva tècnica Susanoo i la recreació de Naruto de la guineu de nou cues, en Kurama. Kishimoto va sentir que les expressions facials del repartiment eren realistes, cosa que va fer que la pel·lícula semblés més atractiva. En el clímax, quan en Naruto passa tota la seva energia a en Boruto per crear un Rasengan gegant, Yamashita va afegir-hi múltiples flaixbacs del passat d'en Naruto, que li van agradar a Kishimoto. En desenvolupar el paper de Naruto, Kishimoto va pensar que no seria entretingut veure'l com un pare impecable i, en canvi, va decidir convertir-lo en un incompetent. No obstant això, volia que el vincle de Naruto i Boruto s'enfortís durant la trama.

### Banda sonora

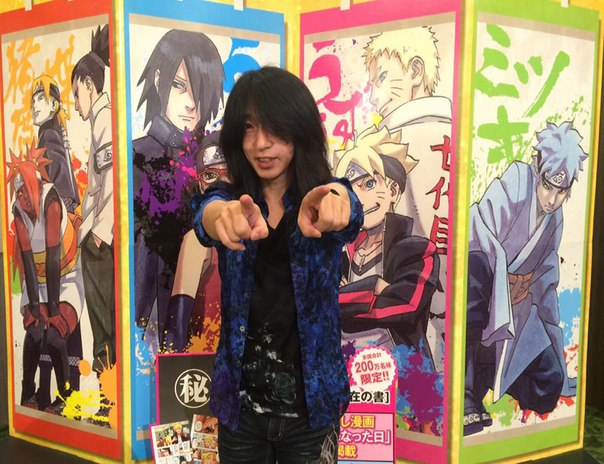
Yasuharu Takanashi amb imatges de Boruto darrere

Yasuharu Takanashi va compondre la música de Boruto: Naruto, la pel·lícula. La banda sonora va sortir a la venda al Japó el 5 d'agost de 2015. Kishimoto volia que el grup de música Kana-Boon toqués el tema principal, després d'haver quedat impressionat amb el seu treball a "Silhouette", que es va fer servir originalment com a tema d'obertura de l'anime de Naruto: Shippuden. La cançó resultant va ser "Diver" (ダイバー) i Kishimoto va dir que era "una cançó sorprenent que molta gent pot sentir profundament. Quan sona aquesta cançó durant el final, fins i tot em podríeu veure a mi plorant." Fan de la sèrie Naruto, el vocalista i guitarrista Maguro Taniguchi, va escriure la cançó i va mostrar-se content de tornar a treballar per a la franquícia Naruto. El tema serveix com a referència a Boruto; un dels cantants de la banda va afirmar que reflecteix com el personatge canvia constantment des del principi fins al final de la història. Un altre aspecte del tema principal va ser la relació entre un pare i el seu fill i les dificultats per expressar el seu vincle. El CD senzill d'aquest tema es va publicar el 4 d'agost de 2015.

## Rebuda

### Taquilla i vendes
La pel·lícula es va estrenar el 7 d'agost de 2015. Els espectadors del teatre van rebre dos tipus diferents de fans manuals: un dels quals amb imatges d'en Naruto i en Boruto i l'altre d'en Sasuke i la Sarada. Boruto es va convertir en l'onzena pel·lícula japonesa més taquillera (i la setena pel·lícula d'anime més taquillera) a la taquilla japonesa el 2015, fent 2620 milions de iens. Va guanyar 680,1 milions de yens al seu debut, la qual cosa va donar a la sèrie la seva estrena més taquillera. El 25 d'agost, la pel·lícula es va convertir en la pel·lícula més taquillera de la sèrie Naruto, guanyant 2020 milions de iens en 19 dies amb 1,56 milions d'entrades venudes.
La seva versió en DVD i Blu-ray va sortir a la venda el 6 de juliol de 2016 per Aniplex. Incloïa l'animació de vídeo original Naruto ga Hokage ni natta hi que mostra com en Naruto Uzumaki esdevé el Setè Hokage, però no arriba a la cerimònia. Durant la setmana d'estrena, el Blu-ray japonès de la pel·lícula va vendre 30,758 unitats mentre que el DVD va vendre'n 24,372. A finals de 2016, el DVD havia venut 35,183 unitats.

### Resposta crítica
Yahoo! Japó dona a Boruto una puntuació de 4,31 sobre 5 estrelles. Amy McNulty d'Anime News Network va donar a la pel·lícula una qualificació general d'"A−", anomenant-la "un pas en la direcció correcta per al projecte de començar una nova era de Masashi Kishimoto"; Andy Hanley, de McNulty i UK Anime Network va gaudir de la relació de Naruto amb el seu fill i de com les diferències entre les seves infanteses esdevenen el focus de la pel·lícula. Richard Gutierrez de The Fandom Post, la va qualificar d'una "pel·lícula per a la majoria d'edat meravellosa", remarcant-ne el focus en el tema de les generacions, el creixement d'en Naruto d'ençà de la seva primera aparició, així com en el fet que en Boruto tracta de superar-lo, però acaba agafant-li més estima al final de la pel·lícula.
Les escenes de lluita han estat objecte de grans elogis per la seva animació. Dan Rhodes va dir que les escenes de lluita d'en Sasuke i en Naruto són algunes de les millors parts de la pel·lícula i va predir que els antics fans tindrien moltes ganes de veure-les. Tanmateix, alguns escriptors van sentir que els dolents no eren gens memorables. Christian Chiok de Japanator i Charles Solomon del Los Angeles Times van coincidir amb Rhodes, comparant les escenes de lluita amb les de la famosa franquícia Bola de Drac a causa de la seva animació. Solomon va trobar els enemics interessants i va concloure que "cap fan de Naruto voldrà perdre's Boruto, la qual cosa suggereix una nova direcció que la franquícia pot prendre, ara que la sèrie que ha durat tants anys finalment ha conclòs". Alexandria Hill d'Otaku USA va gaudir de la lluita d'en Boruto contra el dolent de la pel·lícula i l'equip que forma amb en Naruto i en Sasuke, tot i mostrar-se escèptica mentre la veia per primera vegada.
Christian Chiok de Japanator, va gaudir del desenvolupament del personatge de Boruto, de la relació amb el seu pare i commovedora que pot ser la pel·lícula. Toon Zone va estar-hi d'acord, afirmant que, malgrat els possibles defectes en el personatge de Boruto, el seu creixement durant la pel·lícula el converteix en un personatge més atractiu, dient que "es tracta d'una de les millors pel·lícules del cànon de Naruto i que els fans de la sèrie no s'han de perdre.". Chris Zimmerman de DVD Talk va comentar com els guionistes retraten la mala relació de Boruto amb el seu pare i com millora durant el clímax de la pel·lícula. Alexandria Hill va estar-hi d'acord, ja que pensava que la relació fracturada entre en Boruto i en Naruto era el punt principal de la història, mentre que la subtrama sobre l'ús de la tecnologia per part d'en Boruto per guanyar baralles no s'havia explorat. D'altra banda, Richard Eisenbeis de Kotaku va ser crític amb el desenvolupament d'en Boruto, sentint que el vincle amb el seu pare al final de la pel·lícula era feble i poc creïble. En canvi, Chiok va sentir que el vincle entre en Boruto i el seu pare estava ben desenvolupat i va dir que, tot i que en Boruto i la Sarada no volen seguir els camins dels seus pares, es nota que encara se'ls estimen. La banda sonora va reunir opinions contradictòries, tot i que Thais Valdivia de Hobby Consolas va gaudir del tema principal proporcionat per Kana-Boon.
Comic Book Resources la va posar com la millor pel·lícula de Naruto basada en la puntuació de Rotten Tomatoes dels usuaris.

### Llegat
Content amb Boruto: Naruto the Movie, Sanpei va demanar a Kishimoto que en fes una seqüela, però va respondre-li que el deixés descansar, de manera irònica. Shueisha va publicar una novel·lització de la pel·lícula escrita per Ukyō Kodachi el 10 d'agost de 2015. El mangaka Kenji Taira va publicar dues sèries de manga de gag que van parodiar Boruto: una està ambientada al moment en què es forma l'equip d'en Konohamaru i l'altra és quan en Boruto demana a en Sasuke que esdevingui el seu mentor. El joc de lluita de CyberConnect2 Naruto Shippuden: Ultimate Ninja Storm 4 (2016) va rebre una expansió que afegia personatges antics com en Naruto i en Sasuke, però amb l'aspecte que tenien a Boruto, així com de nous de la pel·lícula per tal de tornar a explicar la història però amb el subtítol de Road to Boruto (2017). El maig de 2016, l'escriptor de Boruto Ukyō Kodachi també va començar la seva pròpia sèrie de manga amb l'artista Mikio Ikemoto amb el títol Boruto: Naruto Next Generations, que comença tornant a explicar els fets de la pel·lícula. Ikemoto va afirmar que l'escena en què Naruto ajuda el seu fill a crear un gran Rasengan era la seva preferida en el moment de dibuixar Boruto, ja que durant aquest moment va haver de dibuixar el passat d'en Naruto fins al punt que "va sentir el pes de la sèrie de Naruto i la seva llarga història al darrere". La sèrie d'anime de televisió de Boruto, que va començar el 2017, torna a explicar els fets de la pel·lícula però amb contingut addicional. De la mateixa manera, Chengxi Huang, un dels animadors clau encarregats de l'adaptació televisiva de la lluita d'en Naruto, en Sasuke i en Boruto contra en Momoshiki, va voler mostrar correctament l'expressió facial d'en Naruto durant aquesta escena afirmant que, mentre que en Naruto ha crescut des que va aparèixer per primer cop, el seu somriure dolç continuava sent el mateix.